# Quellenedition
Eine Quellenedition ist die Publikation von geschichts- oder literaturwissenschaftlichen Quellen. Traditionell denkt man bei diesem quellenkundlichen Hilfsmittel an eine gedruckte Publikation, etwa ein Urkundenbuch, sie kann aber auch elektronisch realisiert werden und zum Beispiel im Internet angeboten werden (Digitale Edition).

## Geschichte

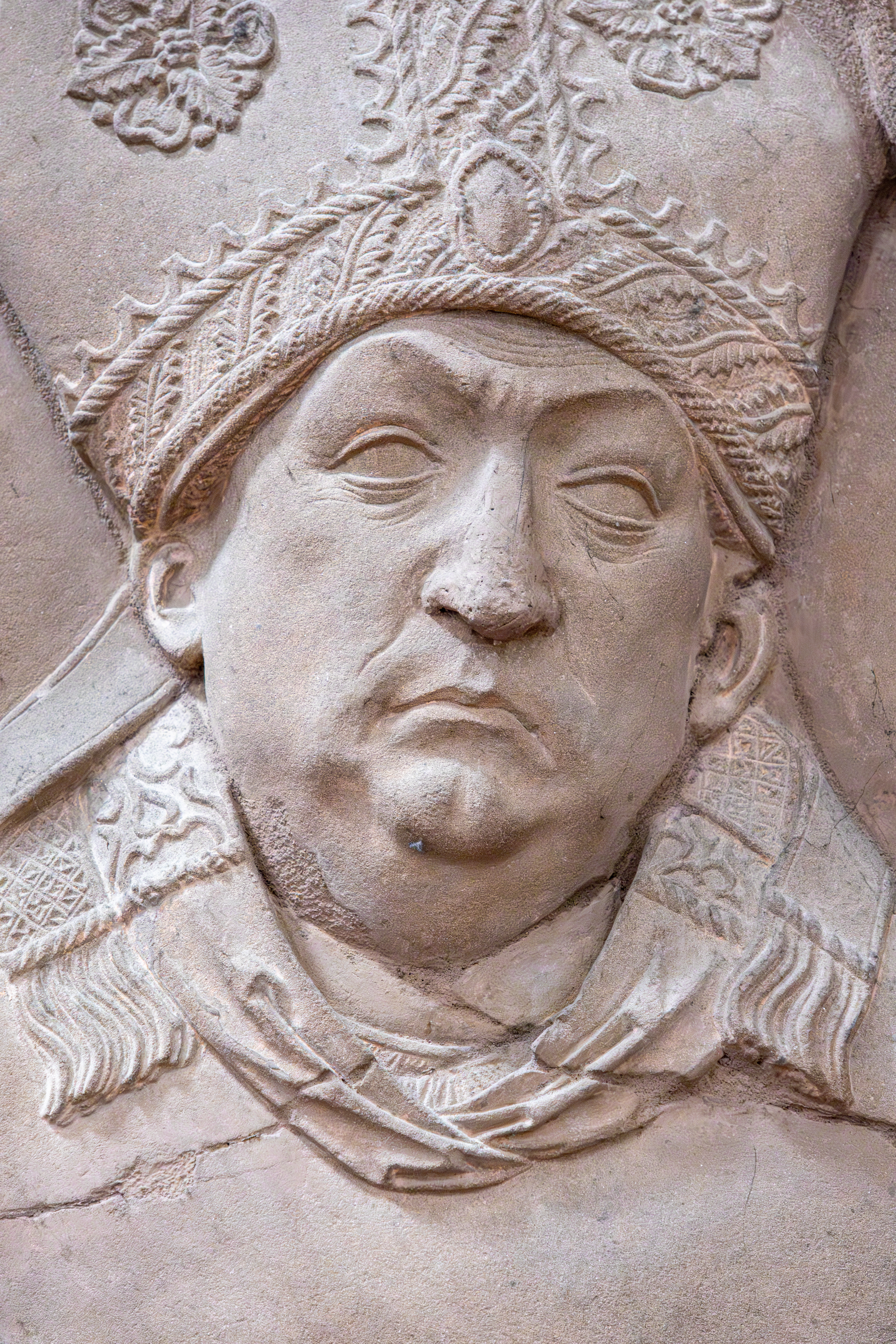
Relief von Johannes Trithemius (von Tilman Riemenschneider)

Im Zeitalter des Humanismus wurden die ersten bedeutenden Quellensammlungen bearbeitet und veröffentlicht, beispielsweise von Johannes Trithemius. Angeregt wurden sie auch von der Reformation, die das Interesse an der Kirchengeschichte angefacht hat. Dazu gehört ferner die Sichtung von Hagiographien durch Katholiken wie den Maurinern um Jean Mabillon (dem Begründer der Diplomatik), da Hagiographien von Protestanten angezweifelt wurden. Die französischen Jesuiten bemühten sich um die Texte der Konzilien.
Im 18. und 19. Jahrhundert wurden Quellensammlungen zu den Texten der Kirchenväter und aus dem Bereich der Landesgeschichte angelegt. Das bedeutendste Unternehmen in Deutschland sind die Monumenta Germaniae Historica, herausgegeben von der 1819 gegründeten Gesellschaft für ältere deutsche Geschichtskunde, während in der Schweiz die Sammlung Schweizerischer Rechtsquellen seit 1894 für alle Landesteile und in allen Landessprachen Quellen ediert.

## Begriff und Abgrenzung
Die Begriffe Quellensammlung und Quellenedition werden oftmals synonym verwendet. Dabei denkt man bei der Sammlung vor allem an den Gebrauch durch den Leser, der anhand von ausgewählten Quellen sich mit einem Thema (einer Epoche usw.) beschäftigen will. Als Quellensammlung bezeichnet man auch die Sammlungen aus Mittelalter und früher Neuzeit, mit denen damalige Herausgeber alte Quellen bewahren wollten.
Der Begriff Quellenedition betont die wissenschaftlich versorgte Herausgabe von Quellen, normalerweise derselben Herkunft, die bislang nicht oder nur unzulänglich veröffentlicht wurden. Die Edition ist in der Regel umfangreicher und ausführlicher als die Sammlung. Während beispielsweise eine Auswahl von Briefen verschiedener sozialdemokratischer Politiker (womöglich woanders bereits herausgegeben) eher Quellensammlung genannt wird, wäre die Herausgabe eines gegenseitigen längeren Briefwechsels zweier Politiker eine Quellenedition.
Keine Quellenedition ist die Neuherausgabe von bereits veröffentlichten, vor allem literarischen Texten, beispielsweise von älteren Artikeln eines Autors. Allerdings können in einer Quellenedition vereinzelt auch bereits veröffentlichte Texte vorkommen, die in der ursprünglichen Publikationsform nur noch schwer zugänglich sind.

## Funktion von Quelleneditionen und Quellensammlungen
Quellen sind die Grundlage der historischen Erkenntnis. Die Mehrzahl aller Quellen kann schon aus praktischen Gründen nicht veröffentlicht werden; wenn sie überhaupt erschlossen worden sind, dann begeben sich einzelne Forscher an den Aufbewahrungsort (ein Archiv, eine Privatsammlung). Für besonders wichtige Quellen hingegen erarbeitet man Editionen, weil
- es der Wissenschaft förderlich ist, wenn diese Quellen von mehr Menschen an mehr Orten benutzt werden können (z. B. zu Hause oder in Bibliotheken, in denen die oft teuren Editionen einsehbar sind);
- Originaldokumente durch übermäßigen Gebrauch beschädigt werden können;
- nicht jeder Historiker oder Interessierte alle Fähigkeiten aufbringt, sich eine Quelle eigenständig zu erschließen und sie zu verstehen (zum Beispiel, weil der Originaltext in einer alten Schrift notiert wurde).

## Mögliche Auswahlkriterien
Herausgegeben werden 
- Quellen zu einem bestimmten Thema (z. B. Quellen zur Geschichte der Sozialdemokratie),
- Quellen einer bestimmten Herkunft, also einer Institution oder Person (z. B. Dokumente der SPD-Bundestagsfraktion),
- Quellen einer Stadt oder Region (Urkundenbücher)
- Quellen einer bestimmten Textsorte (z. B. der Briefwechsel zwischen Willy Brandt und Herbert Wehner), man spricht dann von einer Briefedition, Aktenedition, Tagebuchedition usw.,
- Quellen aus einer bestimmten Sammlung (z. B. eine Auswahl von Dokumenten aus dem Archiv der sozialen Demokratie).

## Quellenedition als wissenschaftliche Arbeit
Die Transkription und die kritische Beschreibung einer Quelle geschieht nach festgelegten Transkriptions- und Editionsrichtlinien. Mit einem einmaligen Abschreiben einer Quelle ist es nicht getan, denn der Text sollte mehrmals mit zeitlichem Abstand am Original geprüft und korrigiert (kollationiert) werden.
Von einer wissenschaftlichen Quellenedition erwartet man in der Regel nicht nur die gewissenhafte Auswahl und Übertragung von Quellentexten, sondern auch Sachkommentar, der dem Leser dabei hilft, die Quellen besser zu verstehen (Angaben zu Personen, Orten usw.). Da der Bearbeiter der Edition – trotz aller Sorgfalt – Fehler machen kann, muss man in wichtigen Fällen eventuell dennoch Originaldokumente selbst aufsuchen.
Der Quellenteil einer Quellenedition ist geschichtswissenschaftlich den Quellen zuzurechnen, die Einleitung oder sonstige Zugaben des Bearbeiters sind Sekundärliteratur. Dennoch vermeldet man eine Quellenedition in einer geschichtswissenschaftlichen Arbeit insgesamt unter den (veröffentlichten) Quellen.

## Beispiele
Eine Quellenedition, die einen bestimmten archivalischen Bestand erschließt, ist:
- Akten der Reichskanzlei. Weimarer Republik, hrsg. für die Historische Kommission bei der Bayerischen Akademie der Wissenschaften von Karl Dietrich Erdmann, für das Bundesarchiv von Hans Booms, 22 Bände, Boppard 1968–1995.

Eine Quellenedition, die Quellen zu einem bestimmten Thema (hier: Rechtsquellen Schweizer Kantone in einem bestimmten Zeitraum) wiedergibt, ist die
- Sammlung Schweizerischer Rechtsquellen (SSRQ), Collection des sources du droit suisse (SDS) bzw. Collana fonti del diritto svizerro (FDS), herausgegeben von der Rechtsquellenstiftung des Schweizerischen Juristenvereins.

Eine Quellenedition zur Entstehung des deutschen Sozialstaats ist:
- Quellensammlung zur Geschichte der deutschen Sozialpolitik 1867 bis 1914, hrsg. von Karl Erich Born, Hansjoachim Henning und Florian Tennstedt, 36 Bände, 1966–2016.

Eine thematische – hier dennoch sehr weitgefasste – Sammlung ist:
- Ursachen und Folgen. Vom deutschen Zusammenbruch 1918 und 1945 bis zur staatlichen Neuordnung Deutschlands in der Gegenwart. Eine Urkunden- und Dokumentensammlung zur Zeitgeschichte, hrsg. und bearb. von Herbert Michaelis und Ernst Schrapler unter Mitwirkung von Günther Scheel, Band 1–26 und Registerband, Berlin 1958/1979.

Eine zeitlich und thematisch eng gefasste Quellenedition ist 
- Wolfgang Ayaß (Bearb.), "Gemeinschaftsfremde". Quellen zur Verfolgung von "Asozialen" 1933–1945, Koblenz 1998 (= Materialien aus dem Bundesarchiv 5).

Eine popularisierende Reihe, die zunächst eine Epoche oder ein Thema beschreibt und dies mit Quelltexten anreichert, ist:
- Deutsche Geschichte in Quellen und Darstellungen, hrsg. von Rainer A. Müller, 11 Bände, Stuttgart [Reclam].[3]